# Circus (브리트니 스피어스의 음반)
《Circus》는 미국의 가수 브리트니 스피어스의 여섯 번째 정규 음반이다. 2008년 11월 28일 자이브 레코드를 통해 발매되었다. 스피어스는 "어둡고 어반 느낌이 나는" 이전 앨범 《Blackout》과는 다른 앨범을 만들고 싶어했는데, 일렉트로팝과 댄스 팝 스타일이 포함된 "전보다 조금 더 가벼운" 앨범을 되기를 원했다. 이 음반에선 맥스 마틴같이 기존의 많이 작업해왔던 프로듀서 뿐만 아니라 새로운 프로듀서들과의 작업을 시도했었다. 앨범은 평론가들로부터 대부분 좋은 평가를 받았다. 이 앨범을 발매 후, 브리트니는 한 기록을 세워 기네스 세계 기록에 등재되기도 한다.
앨범의 첫 싱글인 "Womanizer"는 빌보드 핫 100에서 데뷔 싱글 "...Baby One More Time"이후 9년만에 1위를 차지하고, 그 외 20여개 국가에서 1위를 차지하며 뜨거운 반응을 일으켰다. 동명의 두 번째 싱글 "Circus"는 빌보드 핫 100 3위로 데뷔하였다. 세 번째 싱글 "If U Seek Amy"는 빌보드 핫 100 20위권 진입에 성공했다. 스피어스는 이후 5년만에 세계 투어 콘서트 The Circus Starring Britney Spears를 계획해 이 음반을 홍보하기도 했었다. 한편 첫 싱글이였던 "Womanizer"는 그래미 상 최우수 댄스 레코딩 부문에 노미네이트되기도 했었다. 이 음반은 2009년 말까지 4백만 장 이상의 판매고를 올리고있다. 또한 2010년 12월, 디지털 트랙 싱글과 앨범의 판매량을 합쳐서는 미국에서만 8백만 이상의 판매고를 올리고있다.

## 수록곡
1. Womanizer
2. Circus
3. Out From Under
4. Kill The Lights
5. Shattered Glass
6. If U Seek Amy
7. Unusual You
8. Blur
9. Mmm Papi
10. Mannequin
11. Lace And Leather
12. My Baby
13. Radar
14. Rock Me In
15. Phonography

## 기록

### 차트 기록
| 차트                             | 최고 기록 |
| -------------------------------- | --------- |
| 미국 빌보드 200                  | 1         |
| 영국 음반 차트                   | 4         |
| 일본 오리콘 음반 차트            | 5         |
| 일본 오리콘 인터내셔널 음반 차트 | 1         |
| 유럽 탑 100 음반                 | 1         |
| 오스트레일리아 음반 차트         | 5         |

### 수상 기록
2009년
- NRJ 뮤직 어워드 - 최우수 인터내셔널 인기 아티스트상, 올해의 뮤직비디오상
- 틴 초이스 어워드 - 최고 초이스상
- 브라보 에이 리스트 어워드 -  A-리스트 음반상
- MTV 비디오 뮤직 브라질 - 최우수 인터내셔널 아티스트상

2010년
- Virgin Media Music Awards 2010 - 최우수 솔로 인기상
- 폴리시 프레드리크 뮤직 어워드 - 올해의 인터내셔널 디지털노래상

## 같이 보기
- 브리트니 스피어스의 음반 목록